# Рамапала
Рамапала — правитель імперії Пали.

## Правління
Рамапала вважається останнім великим правителем династії, який зумів відновити колишню могутність Пала. Він придушив повстання у Варендрі й розширив свою імперію до Камарупи, Орісси та Північної Індії. Відповідно до бенгальської легенди він загинув під час прогулянки морем